# 孔斯温厄尔
孔斯温厄尔（挪威語：Kongsvinger，聆听ⓘ），是挪威内陆郡的市镇，行政中心为孔斯温厄尔镇。市镇面积为1,036平方公里，人口数量为17,885人（2015年），人口密度为每平方公里18人。